# Акка
Акка (швед. Akka) — Гора в Скандинавських горах, північніше полярного кола
Висота — 2015 м над рівнем моря — восьма гора Швеції, за відносною висотою — найвища гора країни.
Назва гори із саамської перекладається як «стара жінка». Саами (лапландці) вважають її священним місцем. Біля підніжжя Акки розташоване одне з найбільших водосховищ Швеції — Аккаяуре.
Гора Акка та Скандинавські гори, були утворені в Альпійську складчастість

## Цікаві факти
На честь лапландських гір Акка і Кебнекайсе названа вожак зграї гусей в розповіді Сельми Лагерлеф «Чудесна мандрівка Нільса Гольгерсона з дикими гусьми».